# Simulium avilae
Simulium avilae är en tvåvingeart som beskrevs av John Smart och Clifford 1965. Simulium avilae ingår i släktet Simulium och familjen knott. Inga underarter finns listade i Catalogue of Life.